# Amata divalis
Amata divalis är en fjärilsart som beskrevs av William Schaus och Clements 1893. Amata divalis ingår i släktet Amata och familjen björnspinnare. Inga underarter finns listade i Catalogue of Life.